# أوزوالد رايت
أوزوالد رايت (20 مارس 1877 - 19 ديسمبر 1933) (بالإنجليزية: Oswald Wright)‏ هو لاعب كريكت بريطاني وبريطاني (وحمل سابقاً جنسية المملكة المتحدة لبريطانيا العظمى وأيرلندا).